# Torkos Jakab (1749–1813)
Ifjabb Torkos Jakab (Pápa, 1749. március 28. – Pápa, 1813. október 31.) a Dunántúli Református Egyházkerület püspöke 1795-től haláláig.

## Életútja
Idősebb Torkos Jakab püspök unokaöccse, Csúzi Cseh Jakab püspök dédunokája. 1778-tól teljesített prédikátori szolgálatot, előbb csöglei lelkész volt öt évig, ezt követően 1783 májusától haláláig Pápán szolgált. 1795. június 15. és 1813 között a Dunántúli Református Egyházkerület püspöke volt. Elhunyt 1813. október 31-én vasárnap reggel hét óra után nem sokkal, november 2-án helyezték örök nyugalomra. A Torkos család telkén, 1785-től 1794-ig épült fel a Pápai Református Kollégium.